# Radimovice u Želče
Radimovice u Želče (též Želečské Radimovice; německy Radimowitz bei Scheletsch) jsou obec v okrese Tábor v Jihočeském kraji. Leží zhruba čtyři kilometry jižně od Tábora, se kterým je propojena MHD. Žije v ní 444 obyvatel. Zajímavá je vyhlídka na tzv. Močítku.

## Historie
První písemná zmínka o obci pochází z roku 1307, kdy pražský biskup podstoupil vesnici Jindřichovi z Rožmberka. Kaple pochází z roku 1891

## Obyvatelstvo
| Rok            | 1869 | 1880 | 1890 | 1900 | 1910 | 1921 | 1930 | 1950 | 1961 | 1970 | 1980 | 1991 | 2001 | 2011 | 2021 |
| -------------- | ---- | ---- | ---- | ---- | ---- | ---- | ---- | ---- | ---- | ---- | ---- | ---- | ---- | ---- | ---- |
| Počet obyvatel | 348  | 368  | 373  | 369  | 340  | 311  | 300  | 257  | 291  | 256  | 293  | 313  | 325  | 389  | 369  |
| Počet domů     | 41   | 42   | 44   | 44   | 45   | 50   | 55   | 60   | 60   | 60   | 75   | 95   | 99   | 122  | 126  |

## Obecní správa
Při sčítání lidu v letech 1850–1879 Radimovice u Želče patřily jako osada obce k Libějicím v okrese Tábor. Od roku 1880 jsou obcí. V letech 1880–1960 k obci patřily Větrovy, v letech 1960–1990 Hnojná Lhotka, Libějice, Lom a Slapy a od 1. července 1980 do 23. listopadu 1990 také Dražičky.

### Obecní symboly
Znak a vlajka byly obci uděleny rozhodnutím předsedy Poslanecké sněmovny Parlamentu České republiky dne 19. ledna 2007.

## Veřejná zařízení a organizace

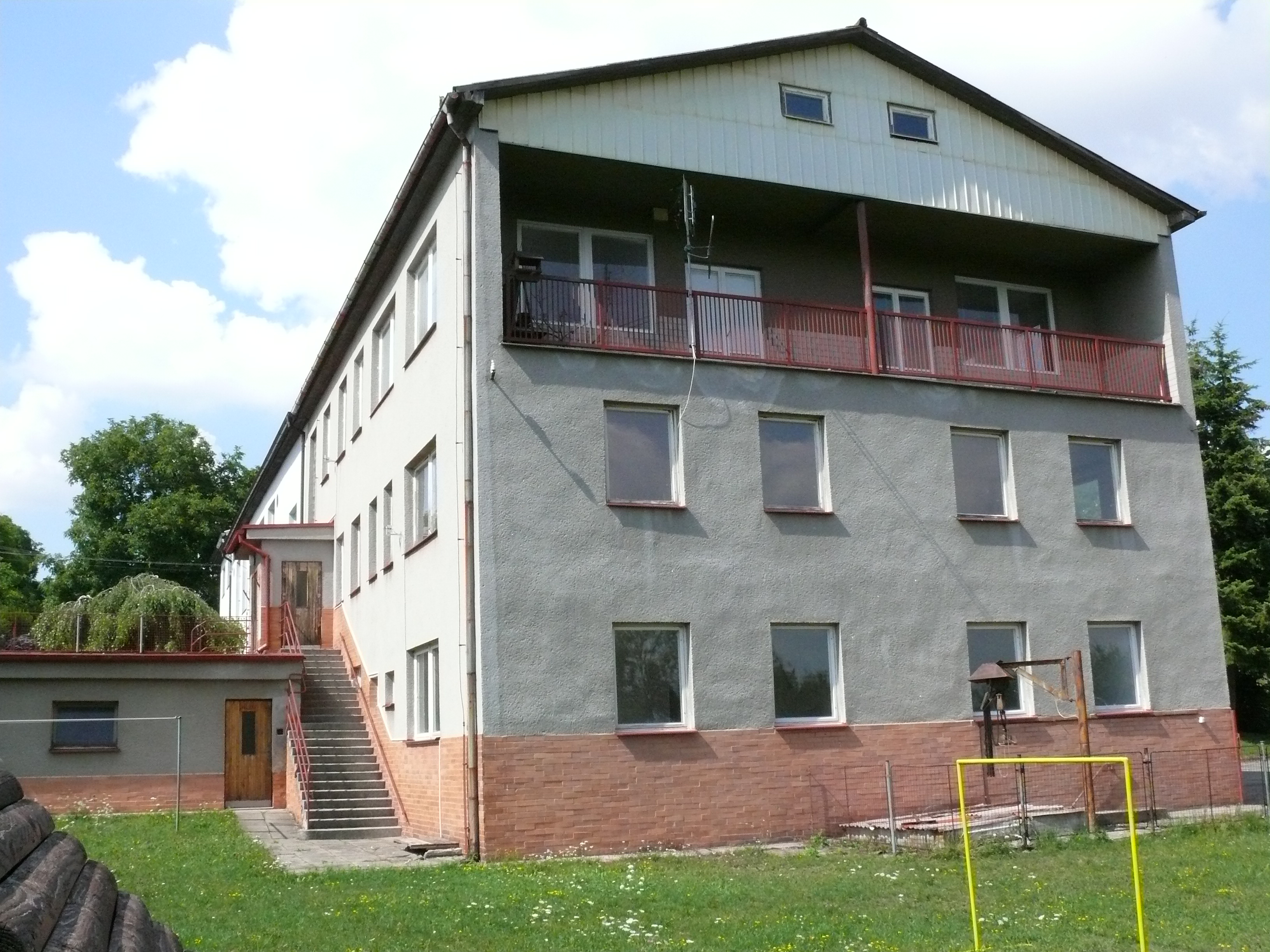
Místní mateřská škola pro téměř 30 dětí

### Zařízení
- Mateřská škola
- Sokolovna
- Místní knihovna
- Letní koupaliště
- Víceúčelové hřiště

### Organizace
- Tělovýchovná jednota Sokol
- Sbor dobrovolných hasičů
- Český zahrádkářský svaz
- Myslivecké sdružení Hýlačka

## Kulturní a sportovní akce
Mnoho návštěvníků zavítá každý rok na výstavu květin, která se koná pod záštitou radimovických zahrádkářů. Každoročně je v místní sokolovně pořádáno několik plesů a zábav, významnou kulturní akcí je srpnová pouť.
Mezi nejvýznamnější sportovní akce patří Radimovický koňák, přespolní běh pro všechny věkové kategorie o pořádný kus koňského salámu a turnaj ve stolním tenise, který je každoročně pořádán o Vánocích. V roce 2008 byl uspořádán turnaj v nohejbale, který se tím zařadil mezi pravidelné sportovní akce.

## Starostové od roku 1990
| Jméno           | Období     |
| --------------- | ---------- |
| František Boháč | 1990–1994  |
| Ladislav Křemen | 1994–1997  |
| Zdeněk Hnojna   | 1997–2006  |
| Jana Hnojnová   | 2006–dosud |

## Galerie

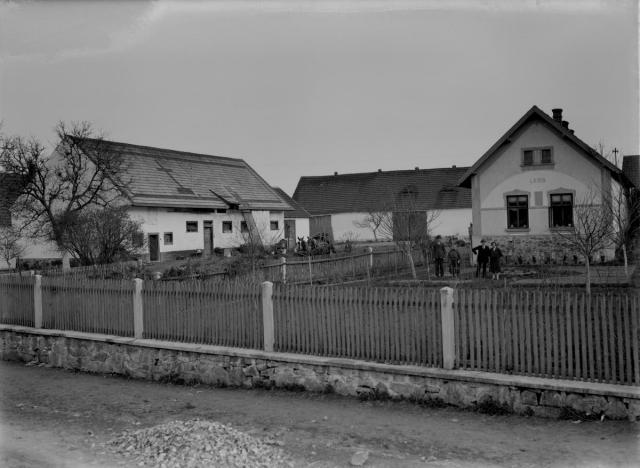
Domy v Radimovicích na snímku z předválečného období
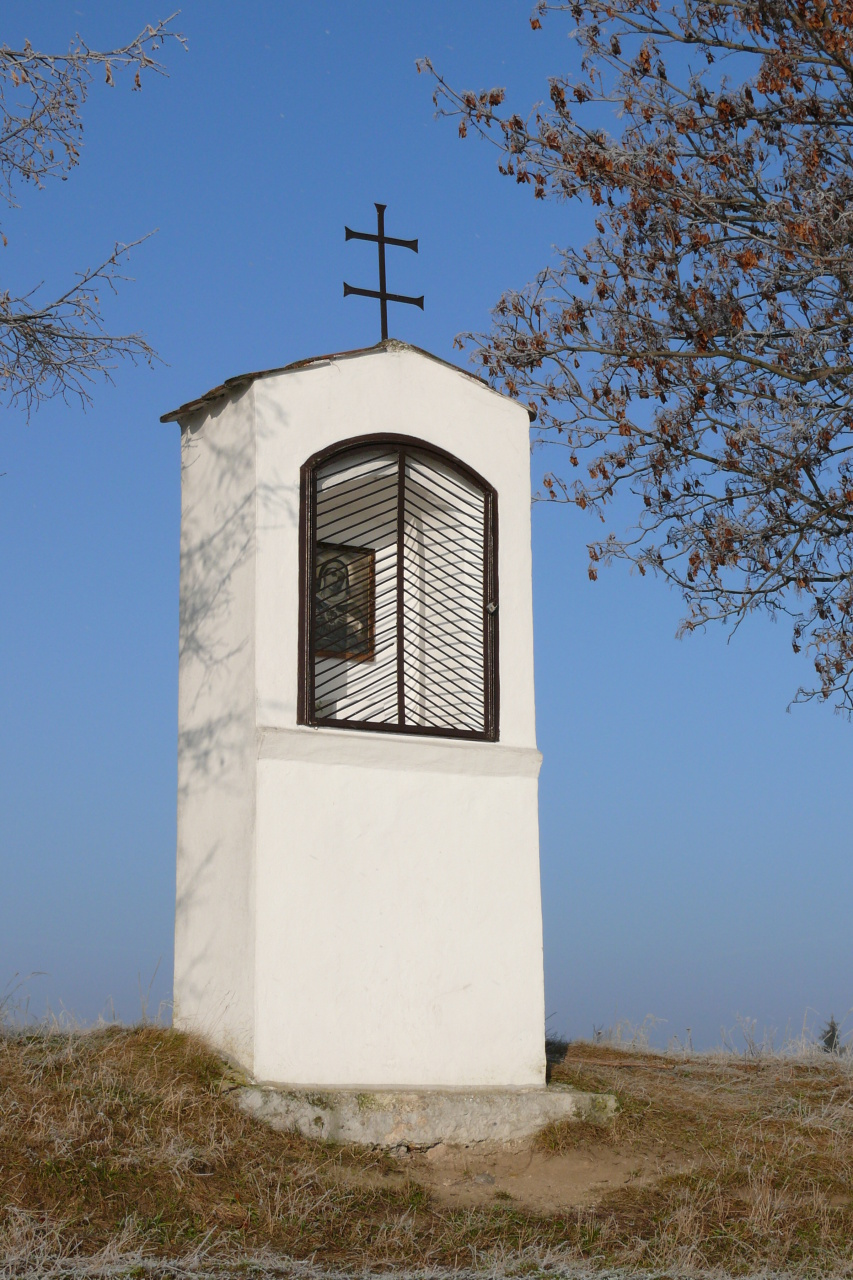
Kaplička za vsí, místo dalekého výhledu
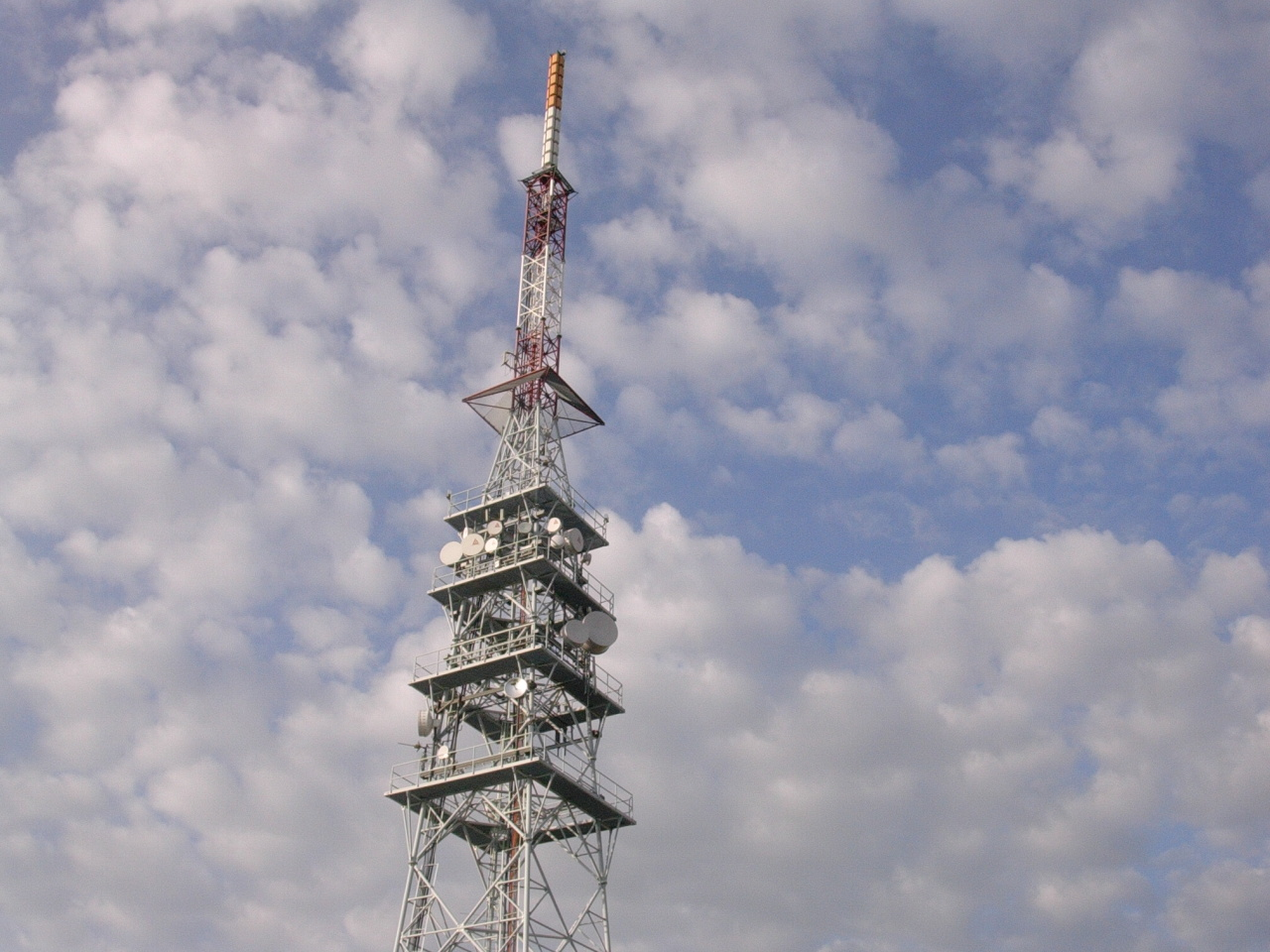
Vysílač u Radimovic
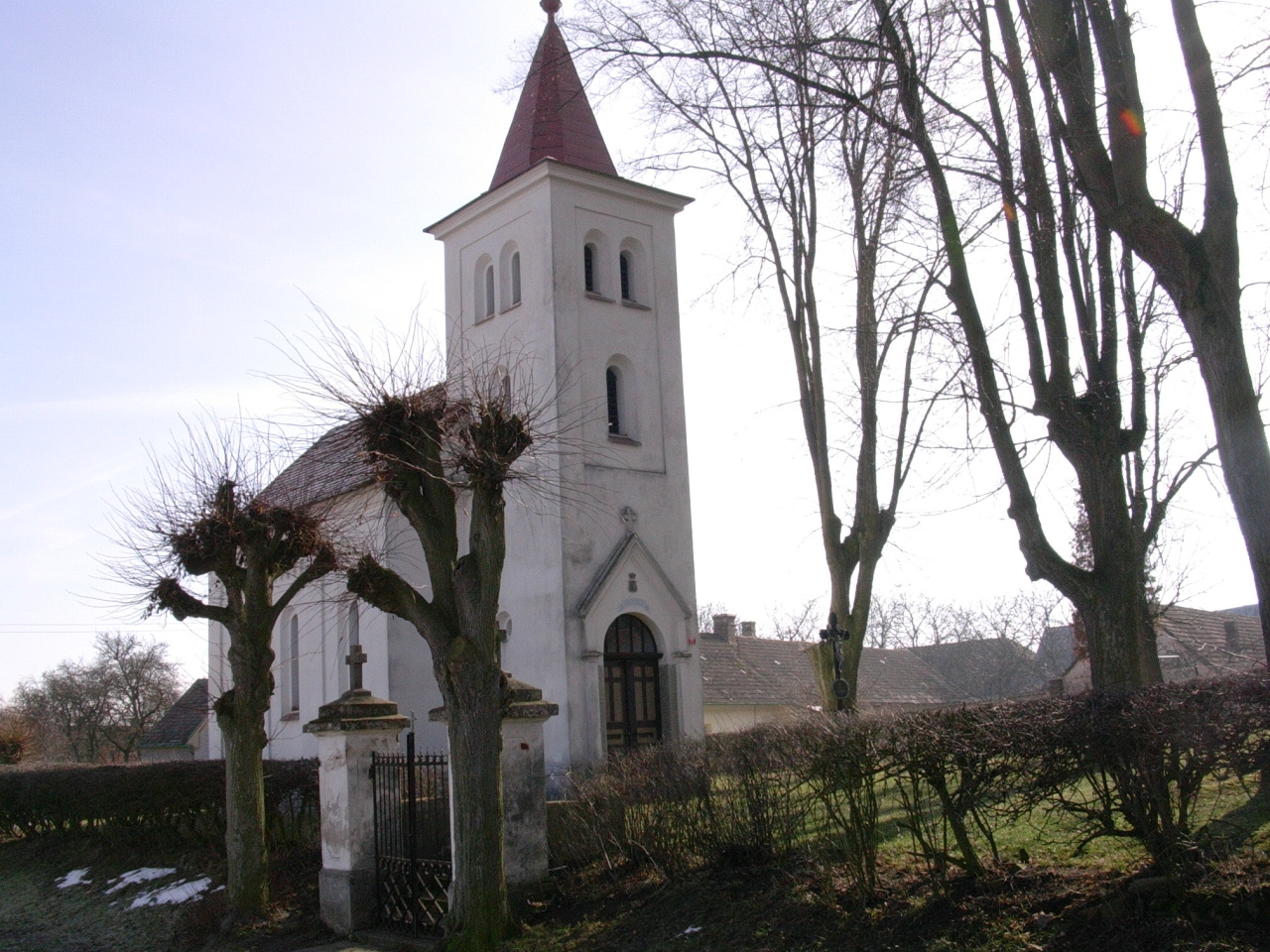
Kaple z roku 1891